# Rakousko na Letních olympijských hrách 1912
Rakousko na Letních olympijských hrách 1912 ve švédském Stockholmu reprezentovalo 85 sportovců (79 mužů a 6 žen) ve 12 sportech.

## Medailisté
| Medaile | Jméno | Sport   | Disciplína                     |
| ------- | --- | ------- | ------------------------------ |
| Stříbro | Richard Verderber Otto Herschmann Rudolf Cvetko Friedrich Golling Andreas Suttner Albert Bogen Reinhold Trampler | Šerm    | Družstvo mužů šavle            |
| Stříbro | Felix Pipes Arthur Zborzil                                                                                       | Tenis   | Muži čtyřhra                   |
| Bronz   | Richard Verderber                                                                                                | Šerm    | Muži fleret                    |
| Bronz   | Margarete Adler Klara Milch Josephine Sticker Berta Zahourek                                                     | Plavání | Ženy štafeta 4x100m volný styl |